# Cinco Violinos
Cinco Violinos é uma designação da autoria do jornalista, e mais tarde treinador, João Joaquim Tavares da Silva, atribuída ao grupo de cinco jogadores da linha avançada da equipa principal de futebol do Sporting Clube de Portugal que, entre 1946 e 1949, maravilhou os espectadores pela arte, harmonia e entrosamento que empregava em campo. 
Os Cinco Violinos levaram o futebol português em geral e do seu clube em particular aos maiores êxitos e marcaram uma época sem igual. Enquanto jogaram juntos, durante três temporadas, o Sporting Clube de Portugal foi  tricampeão nacional, ao que somaram uma Taça de Portugal, a chamada "dobradinha". Cada um deles marcou mais de 100 golos ao serviço do Sporting, perfazendo, em conjunto, mais de 800 golos.
O Sporting organiza o Torneio Cinco Violinos, no início de cada época. Em 2016-17, ganhou 2-1 ao Verein für Leibesübungen Wolfsburg, com golos de Islam Slimani e Adrien Sébastien Perruchet da Silva, Comendador da Ordem do Mérito.
Esse grupo era constituído por: António Jesus Correia, Manuel Soeiro Vasques, Fernando Baptista de Seixas de Vasconcelos Peyroteo, José António Barreto Travassos e Albano Narciso Pereira.

## Textos relacionados
- O Nosso Futebol - documentário de Ricardo Costa